# 異搜店
《異搜店》（英語：Used Good），為香港電視廣播有限公司拍攝製作的時裝奇幻懸疑電視劇，由何廣沛、陳曉華及吳業坤領銜主演，並由林漪娸、曹永廉、李成昌、黎燕珊、麥秋成、楊玉梅、鄭啟泰及樊亦敏聯合演出，編審張世昌，監製梁耀堅，由「馬百良安宮牛黃丸」贊助。
此劇以二手店作故事背景，講述韋德信（何廣沛飾）擁有異能，透過觸碰舊物，能知舊物主人過去，從異能帶出奇幻又懸疑的故事。台灣由LiTV 線上影視同步跟播上架。

## 播出時間
| 頻道               | 所在地               | 播映日期       | 播出時間／備註                    |
| ------------------ | -------------------- | -------------- | --------------------------------- |
| TVB Anywhere點播區 | TVB Anywhere服務地區 | 2021年12月20日 | 每週一更新五集 提供粵語、國語版本 |
| 翡翠台             | 香港                 | 2021年12月20日 | 星期一至五晚21:30－22:30          |
| 翡翠台             | TVB Anywhere服務地區 | 2021年12月20日 | 星期一至五晚21:30－22:30          |
| Astro AOD          | 马来西亚             | 2021年12月20日 | 星期一至五晚21:30－22:30          |

## 演員

### 韋家／謝家
| 演員           | 角色   | 暱稱／關係 |
| 鄭啟泰         | 韋敬仁 | 韋仁行二手店老闆 謝美嫦之亡夫 謝添勝之亡姐夫 韋德信之亡父 馮立堂、忠伯之上司兼舊友 1962年出生，2006年逝世 15年前因吴玉玲逼令其交出畫作的價錢但無法償還而跳樓自殺身亡，實為被吳玉玲恐嚇如果無法償還畫作的價錢便傷害其妻及其子，最後與吳玉玲爭執時被其用鐵通打傷後失足墮樓身亡 參見單元四 |
| 林漪娸         | 謝美嫦 | 家務助理 韋敬仁之妻 謝添勝之姊 韋德信之母 一直對丈夫的死耿耿於懷，並因某事欲阻止兒子接觸二手店 |
| 曹永廉         | 謝添勝 | 客貨車司機 謝美嫦之弟 韋敬仁之舅仔 韋德信之舅父 容桂芸之前男友 於第19集與容桂芬正式交往，後為其未婚夫 |
| 胡俊軒（童年） | 韋德信 | 阿信 電腦維修員 韋敬仁、謝美嫦之子 謝添勝之外甥子 馮祖儀之好友，到劇終成情侶 有特異功能，能夠與物件感應來知道它的過去 童年因目睹韋敬仁墮樓而患有思覺失調及創傷後遺症 於第19集受吳玉玲刺激而再度病發 於第20集透過特異功能以得知當年父親之死所有內情，並最後康復並成馮祖儀男友            |
| 何廣沛         | 韋德信 | 阿信 電腦維修員 韋敬仁、謝美嫦之子 謝添勝之外甥子 馮祖儀之好友，到劇終成情侶 有特異功能，能夠與物件感應來知道它的過去 童年因目睹韋敬仁墮樓而患有思覺失調及創傷後遺症 於第19集受吳玉玲刺激而再度病發 於第20集透過特異功能以得知當年父親之死所有內情，並最後康復並成馮祖儀男友            |

### 立堂記二手店
- 于第18集因大火而被烧毁。

| 演員   | 角色   | 暱稱／關係 |
| 李成昌 | 馮立堂 | 堂哥 立堂記老闆 韋仁行前員工 何彩霞之夫 馮祖輝、馮祖儀之父 與馮祖輝不和 韋敬仁之舊友兼伙計 與韋德信忘年之交，并有隐瞒其間接害死其父，一度反目後和好 于第18集因店铺火災而受伤 於第20集向警方自首，承認向韋仁行二手店縱火及盜竊罪，被韋德信交代自己被判入獄三年 參見單元四 |
| 黎燕珊 | 何彩霞 | 立堂記老闆娘 馮立堂之妻 馮祖輝、馮祖儀之母 非常縱寵馮祖輝 |
| 麥秋成 | 馮祖輝 | 輝少 立堂記太子爺 二世祖，愛吃懶做 馮立堂、何彩霞之子 與馮立堂不和，針對韋德信 馮祖儀之兄 患有哮喘病 於第20集被韋德信交代自己承認殘酷對待動物罪，被判入獄兩個月並已刑滿出獄                                                                                              |
| 陳曉華 | 馮祖儀 | Joey 立堂記太子女 環保人士，愛回收舊物 馮立堂、何彩霞之女 馮祖輝之妹 李志恆之女友，於第15集分手 容桂芬之舊學生 於第20集尾聲成為韋德信女友 |
| 李啟傑 | 方 強  | 阿強 立堂記伙記 方慧珊之父 於第13集與馮祖輝反目而辭職 參見單元三 |
| 洋     | 阿 才  | 才爺 立堂記伙記 |
| 何偉業 | 阿 炳  | 立堂記伙記 於第1集為馮祖輝監守自盜頂罪而離開店舖 |

### 李家
| 演員   | 角色   | 暱稱／關係 |
| 楊玉梅 | 吳玉玲 | Elaine、Ling姐 本劇終極大反派 新才富證券行老闆 李志恆之母 於第5集被陳美娜指控借基金騙財，被潑腐蝕液體，但被韋德信成功阻止 於第18集向韋德信訛稱自己15年前誤以為韋敬仁侵吞其畫作而逼令他還錢，以致其跳樓身亡 於第20集與葉永康爭執期間錯手推倒對方，令其失足墮樓，後被捕並被韋德信交代自己因誤殺罪名成立及承認找人為李志恆頂包，合共被判入獄八年 參見單元四 |
| 吳業坤 | 李志恆 | Andy 醫生 吳玉玲之子 馮祖儀之男友，於第15集因自首而分手 於第20集被韋德信交代自己承認串謀妨礙司法公正及交通意外後不顧而去，被判入獄三年 參見單元三 |

### 單元

#### 單元一：公雞神像（第1－6集）
| 演員   | 角色   | 暱稱／關係 |
| 陳嘉輝 | 韓 昇  | 娜泰海南雞店經理 黃少娣之夫 韓子晴之父 陳美娜之男友 多年前拋棄其妻，後發現其妻患癌而欲出錢助其醫病，卻發現其女友將其金錢拿去投資而與其反目，最後因獲吳玉玲賠償而一家團聚並赴德國為妻子治病 |
| 樊亦敏 | 黃少娣 | 雞檔老闆娘 公雞神像「阿Gai」主人 韓昇之妻 韓子晴之母 多年前因腫瘤影響情緒導致被丈夫拋棄，並與女兒關係變淡，二人發現其患病後回來與其和好，並最後前往德國治病                                |
| 甄詠珊 | 陳美娜 | 泰國華人 娜泰海南雞店老闆娘／投資顧問 韓昇之情婦，後反目及分手 騙取韓昇及何彩霞金錢來投資，卻失敗而最後與二人反目 於第5集發現吳玉玲借基金騙財，向對方潑濺腐蝕液體而被拘捕                  |
| 李君妍 | 韓子晴 | Jenny 新才富投資顧問 韓昇、黃少娣之女 Jimmy之下屬 被Jimmy強迫色誘馮祖輝來開單 於第6集陪黃少娣前往德國治病                                                                                  |
| 麥秋成 | 馮祖輝 | 輝少 立堂記太子爺 因喜歡韓子晴而被Jimmy企圖迷魂二人來要脅其投資 |
| 朱滙林 | Jimmy  | 新才富投資顧問 吳玉玲之下屬 韓子晴之上司 欲迷暈馮祖輝及韓子晴來要脅前者投資 |

#### 單元二：網絡奇緣（第6－10集）
| 演員   | 角色   | 暱稱／關係 |
| 陳自瑤 | 容桂芬 | Miss Yung 前教師／公司持有人 容桂芸之妹 葉永康之女友，後因錢反目 馮祖儀之老師 曾患有肝病，但經容桂芸捐肝後康復 曾喜歡謝添勝 於早年前一直以「妮歌潔曼」的暱稱與謝添勝網聊 於第10集被謝添勝所救，其後與其再度成網友 於第19集與謝添勝正式交往，後為其未婚妻 |
| 沈可欣 | 容桂芸 | 容桂芬之亡姊 謝添勝之亡女友 于两年前因急性脑膜炎而去世 被謝添勝誤以為是其以「妮歌潔曼」的暱稱與他網聊 |
| 衛志豪 | 葉永康 | 容桂芬之男友 吳玉玲之舊拍檔 因欠債而欺騙女友兼求吳玉玲幫手 於第10集因逼女友轉讓財產失敗而反目。 於第20集被吳玉玲打傷後，失足墮樓身亡 參見單元四 |

#### 單元三：兒控（第11－15集）
| 演員   | 角色   | 暱稱／關係 |
| 陳榮峻 | 忠 伯  | 韋仁行前員工 韋敬仁之舊友兼伙計 方包之主人，與方包有深厚感情 于第11集被李志恒的車撞傷後昏迷而雙腿殘疾 醒來後得知方包被打死 工作時發現滅火筒損壞，未能救熄火災而令韋仁行店舖燒毁 于第18集因立堂记火災而晕倒，送院后昏迷不醒 參見單元四 |
|        | 方 包  | 忠伯之愛犬／唐狗 因喜愛吃方包而得名 因主人被車撞傷而去找人相救，卻被馮祖輝錯手打死 死後經過高爾夫球棍而被韋德信感應到並向其透露真相                                                                                                   |
| 吳業坤 | 李志恆 | Andy 肇事司機／醫生 撞傷忠伯後受母親影響而不顧而去，一直受良心責備 於第14集被女友發現真相而決定自首 參見李家 |
| 麥秋成 | 馮祖輝 | 輝少 立堂記太子爺 因阻止方包搶其高爾夫球而重傷方包導致其身亡 參見立堂記二手店 |
| 李啟傑 | 方 強  | 阿強 代罪司機 方慧珊之父 為女兒醫病而借高利貸，因無法償還而被要求替李志恆頂包 參見立堂記二手店 |
| 區明妙 | 方慧珊 | 阿珊 方強之女 患有腎衰竭，急需錢醫病 |

#### 單元四：回憶失格（第15－20集）
| 演員   | 角色   | 暱稱／關係 |
| 鄭啟泰 | 韋敬仁 | 韋仁行二手店老闆 多年來被判斷為因欠債而自殺 最後被發現事實爲當年代吳玉玲拿《春江錦鯉圖》去鑑定，卻因舖頭發生火災而被對方強逼還錢，最後與對方爭執導致其失足墮樓身亡 參見韋家                                         |
| 楊玉梅 | 吳玉玲 | 《春江錦鯉圖》原主人 當年為籌錢而賣畫，卻被告知因畫作被燒毀而恐嚇韋敬仁還錢，但因韋敬仁反抗而反擊對方令其失足墮樓身亡 於第20集被韋德信發現真相，並意外令葉永康墮樓而重演當年事發經過，最後因此被判入獄八年 參見李家 |
| 陳榮峻 | 忠 伯  | 韋仁行舊夥記 當年在舖頭內煮麵，其煤氣爐導火災 與馮立堂暢談時發現對方與當年場火有關，與其爭吵時倒地並其後昏迷 參見單元三                                                                                             |
| 李成昌 | 馮立堂 | 立堂記老闆／韋仁行舊夥記 一直隱藏《春江錦鯉圖》 被忠伯發現自己說謊後，其舖頭發生火災，之後被逼出售幅畫來籌錢而被韋德信發現真相 參見立堂記                                                                           |
| 衛志豪 | 葉永康 | 吳玉玲之舊拍檔 當年有份恐嚇韋敬仁，並目睹其墮樓經過 於第20集因慌張而說出真相而被吳玉玲意外打到後墮樓身亡 參見單元二                                                                                                 |

### 其他演員
| 演員     | 角色   | 暱稱／關係                                                                |
| 馮康寧   |        | 回收場老闆（第1集）                                                       |
| 楊家輝   |        | 客人（第1集）                                                             |
| 顏文偉   |        | 安全設備店老闆（第1集）                                                   |
| 區軒瑋   |        | 立堂記二手店客人（第1集）吳玉玲、伍叔之友人（第12集）                     |
| 陳念君   |        | 立堂記二手店客人（第1集）                                                 |
| 倪嘉雯   |        | 立堂記二手店客人（第1、11－12集）                                         |
| 簡家麒   |        | 客人（第1、3集）                                                          |
| 黃文意   | Mary   | 社區中心職員（第1集）                                                     |
| 鄭家生   | 超 叔  | 社團老大 於第1集於立堂記二手店購買關公像後發現雕像裂開而要求賠償（第1集） |
| 鄒兆霆   |        | 超叔之手下（第1集）                                                       |
| 林俊其   |        | 醫生（第2、4－5、9集）                                                    |
| 譚焯升   |        | 醫生（第2、9、13集）                                                      |
| 黎康祺   |        | 護士（第2、4－6、10－12、14集）                                           |
| 何泳芍   |        | 護士（第2、4－5集）                                                       |
| 陳熙蕊   |        | 護士（第2－6、9－12、14－15集）                                           |
| 周麗欣   |        | 護士（第2－6、11、18集）                                                  |
| 文竣瑋   |        | 病人（第2集）客人（第3－5、14集）                                         |
| 黎文傑   |        | 病人（第2集）客人（第11－12集）醫生（第18集）                             |
| 林可悅   |        | 家屬（第2集）客人（第3－5、14集）護士（第18集）                           |
| 羅毓儀   |        | 家屬（第2、4－5、10－12集）                                               |
| 林慧君   |        | 客人（第2－3、5、14集）家屬（第4、6、10－11、14集）護士（第18集）         |
| 鍾梓甜   |        | 客人（第2－5集）家屬（第14集）                                            |
| 陳嘉維   |        | 客人（第2－5、7集）CID（第14集）                                          |
| 陳嘉俊   |        | 客人（第2－5、7集）                                                       |
| 陳銳峰   |        | 客人（第2、4－5集）病人（第10－12集）醫生（第19集）                       |
| 黃潤成   |        | 客人（第2集）                                                             |
| 廖家爵   |        | 病人（第2－5集）                                                          |
| 孟希璘   |        | 娜泰海南雞店客人（第2、4集）護士（第12、14－15集）                        |
| 蘇麗明   |        | 娜泰海南雞店員工（第2－5集）                                              |
| 羅永健   |        | 娜泰海南雞店員工（第2－5集）病人（第12集）家屬（第15集）                  |
| 梁珈詠   |        | 娜泰海南雞店員工（第2－5集）                                              |
| 朱樂洺   |        | 娜泰海南雞店員工（第2、4－5集）                                           |
| 黃梓瑋   |        | 立堂記二手店客人（第2集）                                                 |
| 周亦鵬   |        | 經理（第2－3集）家屬（第4、6、12集）客人（第5集）                         |
| 彭凱筠   | 張 太  | 何彩霞之朋友（第2集）                                                     |
| 曾玉娟   |        | 雞檔客人（第3集）                                                         |
| 歐陽燕萍 |        | 雞檔客人（第3集）                                                         |
| 何美好   |        | 雞檔客人（第3集）                                                         |
| 蕭百成   |        | 客人（第3、12集）病人（第4－5、13－15集）家屬（第19集）                   |
| 吳天兒   |        | 客人（第3集）家屬（第4－6、12集）                                         |
| 李紹堅   |        | 客人（第3、7、11、14集）                                                  |
| 李明芙   |        | 客人（第3、7集）家屬（第19集）                                            |
| 施焯日   |        | 客人（第3－5、7－8集）病人（第10－12集）                                  |
| 李芷晴   |        | 侍應（第3集）主播（第5集）客人（第7集）護士（第19集）                     |
| 蕭文諾   |        | 病人（第4、6、12、14集）客人（第5集）侍應（第7集）                        |
| 蔡菀庭   |        | 客人（第4－5、10－12集）CID（第14集）                                     |
| 吳沚默   | Sammi  | 吳玉玲之助手（第5－6、10、15、18－19集）                                  |
| 姚亦澧   | 何律師 | 吳玉玲之律師（第5、15集）                                                 |
| 莫家淦   |        | CID（第5、11－12、14－15集）                                              |
| 王致狄   |        | CID（第5、12、14－15集）                                                  |
| 蔡康年   |        | 醫生（第5、11、18集）                                                     |
| 曾海昌   |        | 保安（第5－6集）                                                          |
| 范仲恒   |        | 保安（第5集）                                                             |
| 姚宏遠   |        | 保安（第5集）                                                             |
| 關浩揚   |        | 職員 吳玉玲之下屬（第5－6、10集）侍應（第18集）                           |
| 鄧美欣   |        | 職員 吳玉玲之下屬（第5－6、10集）                                         |
| 黃凱琪   |        | 職員 吳玉玲之下屬（第5－6、10集）                                         |
| 丁樂鍶   | Janice | 職員 吳玉玲之下屬（第5－6、10集）                                         |
| 鄭雋熹   | Don    | 酒保（第5集）                                                             |
| 程浩駿   |        | 手下（第5集）                                                             |
| 伍禮騫   |        | 手下（第5集）                                                             |
| 陳勉良   | 老 徐  | 二手店客人（第6集）                                                       |
| 莫偉文   | 泰 哥  | 雲吞麵店老闆（第7、12－13、15－17、19－20集）                             |
| 董敬文   |        | 雲吞麵店夥記（第7、12－13、15－17、19－20集）                             |
| 江富強   |        | 工人（第7集）                                                             |
| 曾琬莎   |        | 客人（第7－8集）                                                          |
| 廖倬竩   |        | 客人（第7、11集）病人（第12、15集）                                       |
| 謝可逸   | 超 哥  | 黑社會 葉永康之債主（第9集）                                              |
| 馮子亮   |        | 客人（第10－12集）病人（第19集）                                          |
| 蘇恩磁   | 六 姐  | 忠伯之鄰居（第11－12、15集）                                              |
| 李善恒   |        | 古惑仔 方強之債主（第11、13、15集）                                       |
| 余富根   |        | 古惑仔 方強之債主（第11、13、15集）                                       |
| 魏惠文   |        | 客人（第11集）                                                            |
| 黃子桐   |        | 高爾夫球會職員（第11－12集）                                              |
| 陳戩浩   |        | 球僮（第11－12集）                                                        |
| 鍾志光   | 伍亮榕 | 伍叔 吳玉玲之朋友（第12集）                                               |
| 羅 鴻    |        | 吳玉玲、伍叔友人（第12集）                                                |
| 袁鎮業   |        | 醫生（第12、14集）                                                        |
| 邵展鵬   |        | 立堂記二手店客人（第13集）                                                |
| 吳綺珊   |        | 立堂記二手店客人（第13集）                                                |
| 李漫芬   |        | 立堂記二手店客人（第13集）                                                |
| 沈愛琳   |        | 護士（第13－14集）                                                        |
| 何晉樂   |        | 古惑仔（第13集）                                                          |
| 彭翔翎   |        | CID（第14集）                                                             |
| 黃浩霆   |        | CID（第14集）                                                             |
| 李梓謙   |        | 經理（第14集）                                                            |
| 蕭麗芠   |        | 護士（第17、19集）                                                        |
| 李 豪    |        | 醫生（第18集）                                                            |
| 崔錦棠   | 林秋松 | （第19－20集）                                                            |
| 梁皓楷   |        | 精神科醫生（第19－20集）                                                  |
| 曾 敏    |        | 精神科醫生（第19－20集）                                                  |

## 收視
本劇於香港無綫電視翡翠台直播收視之紀錄：
| 週次 | 集數   | 日期                           | 直播收視 | 最高收視 | 備註                 |
| 1    | 01－05 | 2021年12月20日－2021年12月24日 | 19.0點   |          |                      |
| 2    | 06－10 | 2021年12月27日－2021年12月31日 | 19.7點   |          |                      |
| 3    | 11－15 | 2022年1月3日－2022年1月7日     | 22.3點   |          |                      |
| 4    | 16－20 | 2022年1月10日－2022年1月14日   | 25.5點   | 27.6點   | 跨平台直播收視為28點 |
| 全劇 | 全劇   | 全劇                           | 21.6點   |          |                      |

## 歌曲
| 主唱   | 歌曲                 | 作曲   | 填詞 | 編曲       | 監製   |
| 吳若希 | 光陰飛逝時（主題曲） | 徐洛鏘 | 楊熙 | Johnny Yim | 韋景雲 |

## 獎項
| 年份 | 頒獎典禮             | 獎項名稱                  | 入圍者                     | 結果     |
| 2023 | 萬千星輝頒獎典禮2022 | 最佳劇集                  | 《異搜店》                 | 提名     |
| 2023 | 萬千星輝頒獎典禮2022 | 馬來西亞最喜愛TVB電視劇集 | 《異搜店》                 | 提名     |
| 2023 | 萬千星輝頒獎典禮2022 | 最佳男主角                | 何廣沛                     | 提名     |
| 2023 | 萬千星輝頒獎典禮2022 | 馬來西亞最喜愛TVB男主角   | 何廣沛                     | 最後十強 |
| 2023 | 萬千星輝頒獎典禮2022 | 最佳女主角                | 陳曉華                     | 提名     |
| 2023 | 萬千星輝頒獎典禮2022 | 馬來西亞最喜愛TVB女主角   | 陳曉華                     | 提名     |
| 2023 | 萬千星輝頒獎典禮2022 | 最受歡迎電視男角色        | 韋德信（何廣沛 飾）        | 最後十強 |
| 2023 | 萬千星輝頒獎典禮2022 | 最受歡迎電視男角色        | 馮立堂（李成昌 飾）        | 提名     |
| 2023 | 萬千星輝頒獎典禮2022 | 最受歡迎電視女角色        | 馮祖儀（陳曉華 飾）        | 提名     |
| 2023 | 萬千星輝頒獎典禮2022 | 最受歡迎電視女角色        | 黃少娣（樊亦敏 飾）        | 提名     |
| 2023 | 萬千星輝頒獎典禮2022 | 最受歡迎電視女角色        | 謝美嫦（林漪娸 飾）        | 提名     |
| 2023 | 萬千星輝頒獎典禮2022 | 最佳男配角                | 李成昌                     | 提名     |
| 2023 | 萬千星輝頒獎典禮2022 | 最佳女配角                | 樊亦敏                     | 提名     |
| 2023 | 萬千星輝頒獎典禮2022 | 最佳女配角                | 林漪娸                     | 提名     |
| 2023 | 萬千星輝頒獎典禮2022 | 飛躍進步女藝員            | 陳曉華                     | 最後五強 |
| 2023 | 萬千星輝頒獎典禮2022 | 最受歡迎電視歌曲          | 光陰飛逝時（主唱：吳若希） | 提名     |

## 外部連結
- 《異搜店》年輕新鮮配搭 異能發掘舊物秘密 - TVB Weekly （页面存档备份，存于）
- 《異搜店》搭𨋢驚魂  何廣沛、陳曉華拜神定驚 - TVB Weekly （页面存档备份，存于）
- 《異搜店》舊物感應 揭開謎團 - TVB Weekly （页面存档备份，存于）
- 【異搜店】何廣沛擁特異功能 　少對白考演技：表情要精準好難 （页面存档备份，存于）
- 豆瓣电影上《異搜店》的資料 （简体中文）